# 让萨克
让萨克（法語：Gensac）是法国吉伦特省的一个市镇，属于利布尔讷区。

## 地理
让萨克（44°48'21"N, 0°4'22"E）面积9.38 平方千米，位于法国新阿基坦大区吉倫特省，该省份为法国西南部沿海省份，是法國本土面积最大的省，北起滨海夏朗德省，西临大西洋，南至朗德省，东南接洛特-加龍省，东临多爾多涅省。
与让萨克接壤的市镇（或旧市镇、城区）包括：库贝拉克、瑞亚克、马叙加、多尔多涅河畔佩萨克、圣康坦德卡普隆、圣拉德贡德。
让萨克的时区为UTC+01:00、UTC+02:00（夏令时）。

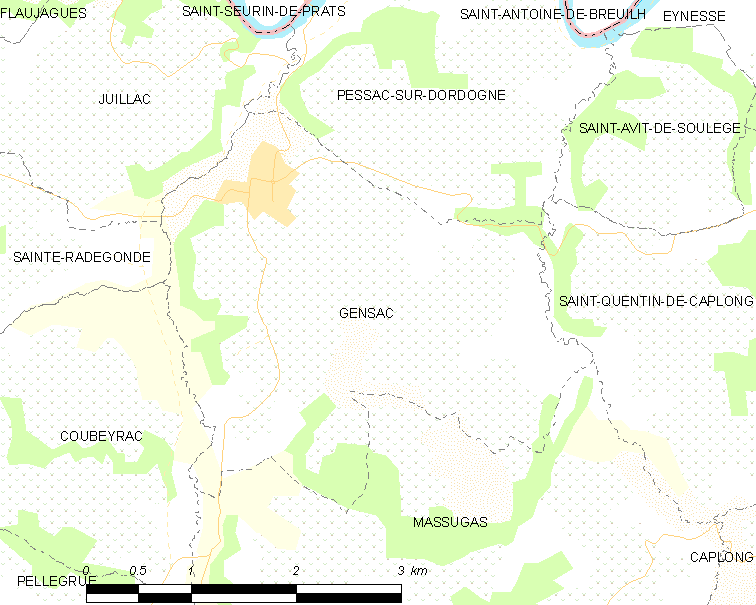
让萨克的OSM定位图

## 行政
让萨克的邮政编码为33890，INSEE市镇编码为33186。

## 政治
让萨克所属的省级选区为多尔多涅山丘县。

## 人口

1962-2008年间让萨克人口变化图示

让萨克于2022年1月1日时的人口数量为679人。